# مدونة قانون الولايات المتحدة
مدونة القانون الأمريكي (بالإنجليزية: United States Code)‏ (رسمياً مدونة قوانين الولايات المتحدة الأمريكية (بالإنجليزية: the Code of Laws of the United States of America)‏) هي تجميع رسمي للقوانين الفيدرالية العامة والدائمة في الولايات المتحدة. يحتوي على 53 عنوانًا، مرتبة في أقسام مرقمة.
تُنشر المدونة بواسطة مكتب مراجعة القوانين في مجلس النواب الأمريكي، وتصدر طبعات جديدة كل ست سنوات، مع ملحقات سنوية تصدر كل عام. يظهر النص الرسمي لهذه القوانين في النظام الأساسي العام للولايات المتحدة، وهو تجميع زمني غير مُنظم.

## عملية التدوين
النص الرسمي لأي عمل من أعمال الكونغرس هو نص "مشروع القانون المعتمد" (الذي يُطبع تقليديًا على الرق). عند إقرار قانون ما، يسلم مشروع القانون الأصلي إلى مكتب السجل الفيدرالي (OFR) داخل الإدارة الوطنية للأرشيف والسجلات (NARA). بعد الحصول على إذن من OFR, تُوزَّع نسخ كـ"قوانين مؤقتة" (كمنشورات غير مرتبطة ومصفحة بشكل فردي) بواسطة مكتب النشر في الحكومة الأمريكية (GPO). يقوم OFR بتجميع المجلدات السنوية للقوانين المعتمدة وينشرها في النظام الأساسي العام للولايات المتحدة. بموجب القانون، يُعتبر نص النظام الأساسي "دليل قانوني" للقوانين التي أقرها الكونغرس. كما تُعتبر القوانين المؤقتة دليلًا صالحًا.
ومع ذلك، فإن النظام الأساسي ليس أداة مريحة للبحث القانوني. فهو مرتب بصرامة حسب التاريخ؛ قد تكون القوانين المتعلقة بمواضيع معينة متناثرة عبر العديد من المجلدات، وليست مُجمعة مع التعديلات اللاحقة. غالبًا ما تلغى أو تعدل القوانين السابقة، ويتطلب الأمر مراجع متقاطعة واسعة لتحديد القوانين السارية في وقت معين.
مدونة قوانين الولايات المتحدة هي نتيجة للجهود التي تهدف لتسهيل العثور على القوانين ذات الصلة من خلال إعادة تنظيمها حسب الموضوع وإزالة الأقسام المنتهية أو المعدلة. ويحتفظ بالمدونة مكتب مراجعة القوانين (LRC) في مجلس النواب الأمريكي. يحدد LRC أي قوانين في النظام الأساسي العام للولايات المتحدة يجب تدوينها، وأي القوانين الحالية تتأثر بالتعديلات أو الإلغاءات، أو التي انتهت ببساطة بموجب شروطها الخاصة. يقوم LRC بتحديث المدونة وفقًا لذلك.
نظرًا لهذا النهج في التدوين، قد يظهر قانون واحد مسمى (مثل قانون تافت-هارتلي أو قانون الحظر لعام 1807) في مكان واحد أو لا يظهر في مكان واحد في المدونة. غالبًا ما تجمع التشريعات المعقدة مجموعة من الأحكام معًا كوسيلة لمعالجة مشكلة اجتماعية أو حكومية؛ وغالبًا ما تقع تلك الأحكام في مجالات مختلفة من المدونة. على سبيل المثال، قد يؤثر قانون يقدم الإغاثة للمزارع العائلية على العناصر في العنوان السابع (الزراعة)، والعنوان السادس والعشرين (الضرائب)، والعنوان الثالث والأربعين (الأراضي العامة). عند تدوين القانون، يمكن وضع أحكامه المختلفة في أجزاء مختلفة من تلك العناوين المتنوعة. تُوجد آثار لهذه العملية عادةً في الملاحظات المرفقة بـ"القسم الرئيسي" المرتبط بالاسم الشائع، وفي جداول المراجع المتقاطعة التي تحدد أقسام المدونة المقابلة لأعمال الكونغرس المحددة.
عادةً ما تدمج الأقسام الفردية لقانون ما في المدونة تمامًا كما تم إقرارها؛ ومع ذلك، تُجرى أحيانًا تغييرات تحريرية بواسطة LRC (على سبيل المثال، تُستبدل عبارة "تاريخ إقرار هذا القانون" بالتاريخ الفعلي). على الرغم من أن هذه التغييرات مُصرح بها بموجب القانون، إلا أنها لا تشكل قانون إيجابي.

### النظام القانوني
تأتي السلطة للمادة في مدونة قوانين الولايات المتحدة من إقرارها من خلال العملية التشريعية وليس من تقديمها في المدونة. على سبيل المثال، حذفت المدونة المادة 92 من قانون الولايات المتحدة 12 لعقود من الزمن، على ما يبدو لأنه كان يُعتقد أنها ألغيت. في حكمها عام 1993 في قضية بنك أوريجون الوطني الأمريكي ضد وكلاء التأمين المستقلين في أمريكا، حكمت المحكمة العليا بأن المادة 92 لا تزال قانونًا ساريًا.
عنوان القانون الإيجابي هو عنوان يُعتبر قانونًا اتحاديًا بحد ذاته، أي أنه تم إقراره وتدوينه كقانون من قبل الكونغرس الأمريكي. العنوان نفسه قد تم إقراره. بالمقابل، عنوان القانون غير الإيجابي هو عنوان لم يُدون كقانون اتحادي، بل هو مجرد تجميع تحريري للقوانين الفيدرالية التي تم إقرارها بشكل فردي.
بموجب القانون، تعتبر تلك العناوين من مدونة قوانين الولايات المتحدة التي لم يتم إقرارها كقانون إيجابي "prima facie (دليل أولي)" على القانون الساري. تظل السلطة النهائية للنظام الأساسي العام للولايات المتحدة. إذا نشأ نزاع حول دقة أو اكتمال تدوين عنوان غير مُقر، ستلجأ المحاكم إلى اللغة الموجودة في النظام الأساسي العام للولايات المتحدة. في حالة وجود تعارض بين نص النظام الأساسي العام ونص حكم من مدونة قوانين الولايات المتحدة الذي لم يتم إقراره كقانون إيجابي، فإن نص النظام الأساسي العام يأخذ الأولوية.
بالمقابل، إذا أقر الكونغرس عنوانًا معينًا (أو مكون آخر) من المدونة كقانون إيجابي، فإن الإقرار يلغي جميع أعمال الكونغرس السابقة التي يستمد منها ذلك العنوان؛ وفي مكانها، يمنح الكونغرس العنوان نفسه قوة القانون. هذه العملية تجعل ذلك العنوان من مدونة قوانين الولايات المتحدة "دليل قانوني" للقانون الساري. حيثما تم إقرار عنوان كقانون إيجابي، لا يجوز للمحكمة السماح أو طلب إثبات الأعمال الأصلية للكونغرس.
التمييز بين العناوين المُقرة وغير المُقرة هو تمييز أكاديمي إلى حد كبير لأن المدونة دقيقة تقريبًا دائمًا. يتم الاستشهاد بـ مدونة قوانين الولايات المتحدة بشكل روتيني من قبل المحكمة العليا والمحاكم الفيدرالية الأخرى دون ذكر هذه التحفظات النظرية. في الحياة اليومية، نادرًا ما يقوم المحامون بالرجوع إلى المدونة ومقارنتها بالنظام الأساسي العام للولايات المتحدة، في محاولة للاستفادة من إمكانية اختلاف نص المدونة عن النظام الأساسي العام، قامت شركة Bancroft-Whitney لسنوات عديدة بنشر سلسلة من المجلدات المعروفة باسم خدمة مدونة قوانين الولايات المتحدة (USCS)، والتي استخدمت النص الفعلي للنظام الأساسي العام للولايات المتحدة؛ السلسلة تُنشر الآن بواسطة شركة ميشي بعد أن قامت الشركة الأم لـBancroft-Whitney شركة تومسون بالتخلي عن العنوان كشرط للاستحواذ على ويست.